# Orobanche alsatica
Orobanche alsatica là loài thực vật có hoa thuộc họ Cỏ chổi. Loài này được Kirschl. mô tả khoa học đầu tiên năm 1836.

## Hình ảnh

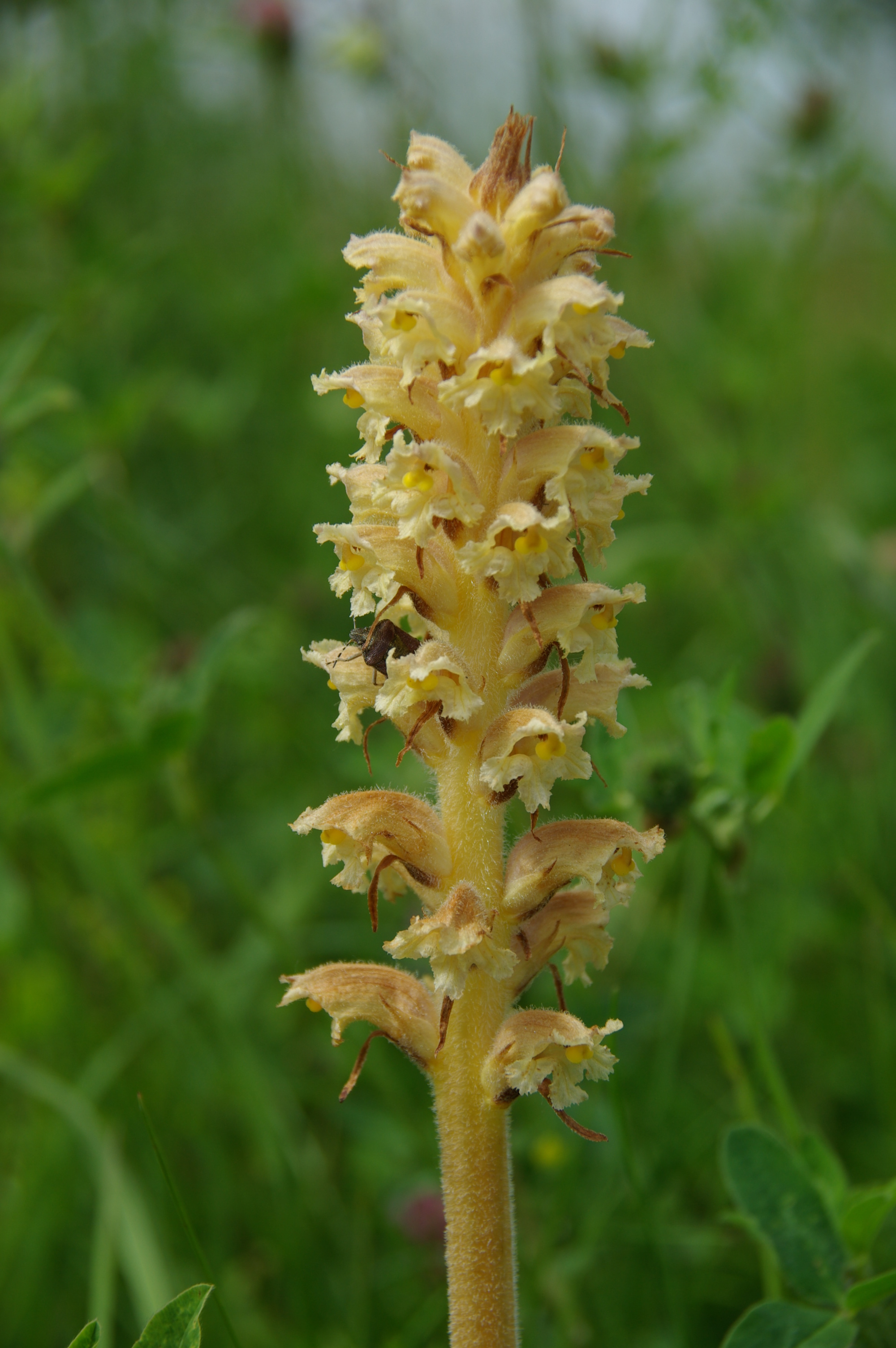